# Ligne de tramway H (SNCV Groupe de Bruxelles Sud)
 (janvier 2022).
Pour les articles homonymes, voir Ligne H.
Ne doit pas être confondu avec Ligne de tramway H (Bruxelles, Humbeek) ou Ligne de tramway H (Bruxelles, Porte de Schaerbeek).
La ligne H est une ancienne ligne du tramway vicinal de Bruxelles de la Société nationale des chemins de fer vicinaux (SNCV) qui reliait Bruxelles à Hal.

## Histoire
Tableaux : 1931 292 ; 1958 521
La ligne est supprimée le 17 septembre 1966 et remplacée par une ligne d'autobus.